# Ban Nam-Om
Ban Nam-Om – wieś położona w południowo-wschodnim Laosie, w prowincji Attapu, w dystrykcie Sanamxay.